# Цайнер, Гюнтер

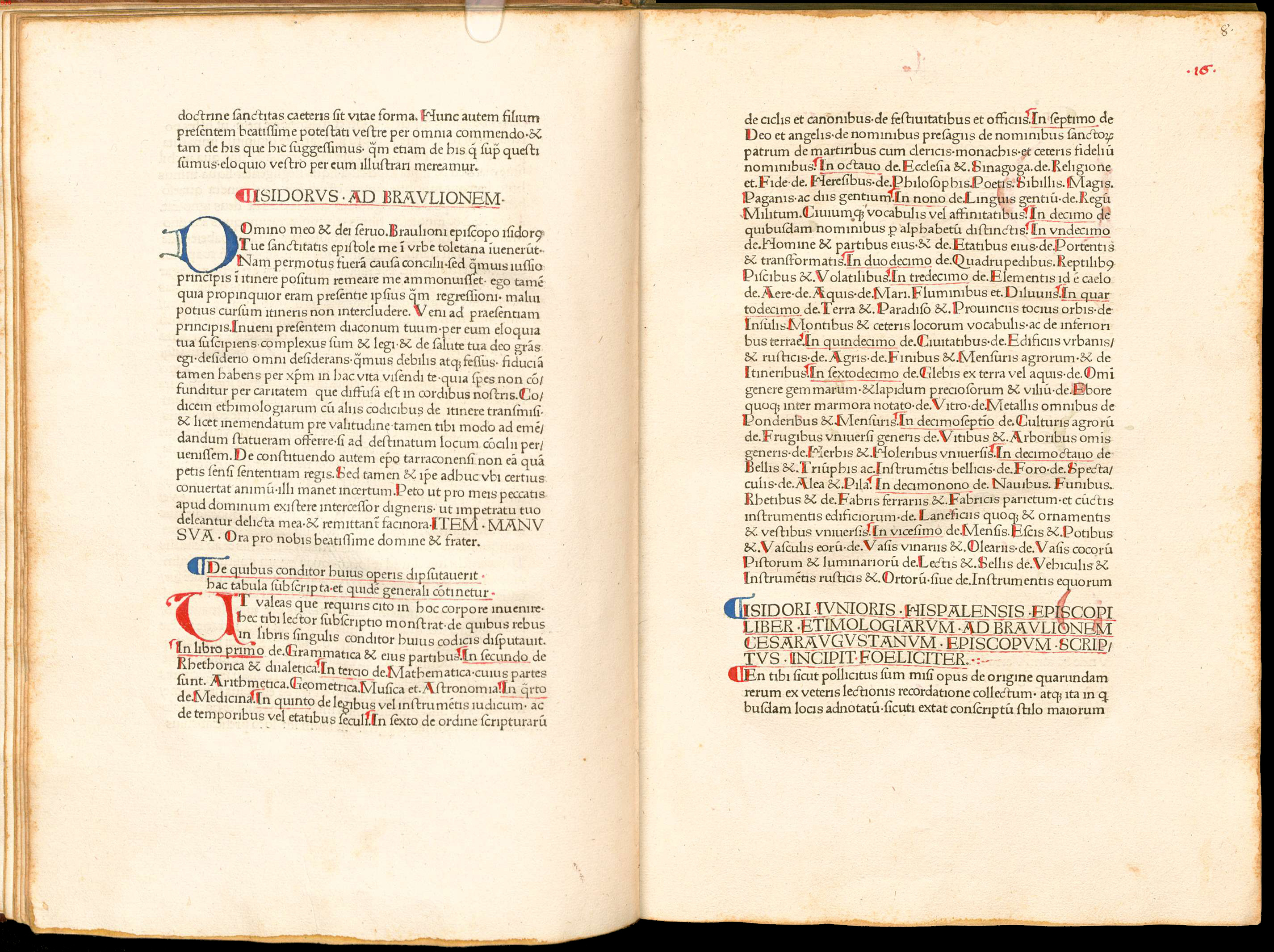
Разворот из книги «Isidori iunioris Hispalensis episcopi Ethimologiarum libri numero viginti», напечатанной Цайнером в 1472 году.

Гюнтер Цайнер (1430, Страсбург — 1 октября 1478 года) — один из первых немецких книгопечатников. Родом из Страсбурга. Работал в Аугсбурге с 1468 года до своей смерти. Он выпустил около 80 изданий, включая 2 немецких издания Библии и первый печатный календарь.

## Биография
Гюнтер Цайнер был родственником Иоганна Цайнера, ульмского книгопечатника. Возможно, они были братьями. В 1463 году Гюнтер поженился на Агнессе Криг из Страсбурга, где работал художником и ювелиром. Обучался книгопечатанию Гюнтер, возможно, у Иоганна Ментелина. В 1468 году начал печатать книги в Аугсбурге. В 1472 году Гюнтер Цайнер стал аугсбургским бюргером.

## Труды

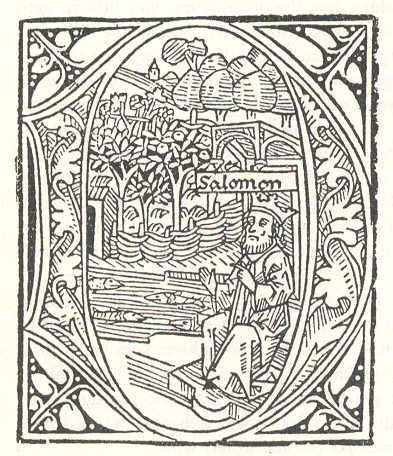
Инициал из немецкой Библии Цайнера 1477 года.

Известно около 80 изданий, напечатанных Цайнером, большинство из которых предназначались для нужд духовенства. Цайнер также печатал популярную немецкую литературу, труды по архитектуре, медицине и календари.
Считается, что первой книгой, которую выпустил Цайнер, стали «Размышления о жизни Христа» Псевдо-Бонавентуры (1468). Среди других известных книг Цайнера:
- «Золотая легенда» Якоба Ворагинского на немецком (1471—1472);
- «Этимологии» Исидора Севильского (1472);
- Два издания Библии на немецком (1475, 1477).

Для книг Цайнера характерно высокое качество: бумаги, печати, а также шрифтов. Кроме того, книгопечатник уделял большое внимание декоративному оформлению: 32 книги были проиллюстрированы. В первом издании Библии на немецком языке использовано 73 больших инициала.